# Punisher (film 1989)
Punisher (tytuł oryg. The Punisher) – film fabularny z 1989 roku, ekranizacja popularnego komiksu Marvela. Pomimo iż film jest adaptacją, wiele wątków znanych z komiksu zostało zmienionych. W tytułowej roli obsadzono szwedzkiego aktora Dolpha Lundgrena.
Projekt traktuje o losach Franka Castle’a alias „Punishera” − byłego policjanta, który mści się na mafiosach Nowego Jorku za brutalne zamordowanie jego rodziny.
W roku 2004 wytwórnia Marvel Studios podjęła się realizacji reboota filmu – powstał Punisher w reżyserii Jonathana Hensleigha, z Thomasem Jane’em w roli głównej.

## Obsada
| Aktor             | Rola                    |
| ----------------- | ----------------------- |
| Dolph Lundgren    | Frank Castle/Punisher   |
| Louis Gossett Jr. | Jake Berkowitz          |
| Jeroen Krabbé     | Gianni Franco           |
| Kim Miyori        | Lady Tanaka             |
| Bryan Marshall    | Dino Moretti            |
| Nancy Everhard    | Sam Leary               |
| Barry Otto        | Shake                   |
| Brian Rooney      | Tommy Franco            |
| Zoshka Mizak      | córka Lady Tanaki       |
| Larry McCormick   | dziennikarz telewizyjny |
| Kenji Yamaki      | Sato                    |
| Todd Boyce        | Terrone                 |
| Hirofumi Kanayama | Tomio                   |
| Lani John Tupu    | Laccone                 |
| John Negroponte   | Musso                   |

## Fabuła
Frank Castle, były detektyw policyjny, jest najbardziej poszukiwaną osobą w mieście. Żyje w ukryciu, zamieszkując kanały Nowego Jorku. Na jego temat krążą miejskie legendy, a on sam znany jest pod pseudonimem Punisher (pol. mściciel). W ciągu ostatnich pięciu lat Castle zabił stu dwudziestu pięciu ludzi. Przed laty jego rodzina zginęła w wyniku brutalnego zamachu przygotowanego przez mafię; od tamtej pory bohater, uzbrojony w najnowocześniejszą broń, samotnie walczy z przestępczością zorganizowaną. Jego jedynym przyjacielem jest alkoholik, imieniem Shake. Uznany za martwego, Castle poszukuje śladów morderców swoich bliskich, a gdy trafia na nie, mści się na przestępcach z premedytacją. Jest także poszukiwany przez Jake’a Berkowitza, swojego dawnego policyjnego partnera, który jako jedyny uważa go za żywego.
Alternatywnie widz poznaje wątek gangsterski. Nowojorska mafia jest osłabiona z powodu Punishera i aktów jego zemsty. Jednocześnie jednak Gianni Franco, jeden z bardziej wpływowych mafiosów, chcąc przejąć władzę nad miastem, planuje zjednać sobie miejscowe gangi. Dopuścić do tego nie zamierza szefowa yakuzy Lady Tanaka, marząca również o zaprowadzeniu swoich rządów w Nowym Jorku. Całą sytuację załagodzić ma Frank Castle.

## Realizacja i wydanie filmu
Zdjęcia do filmu powstawały od 16 sierpnia 1988 roku w Sydney w Australii (pomimo akcji toczonej w Nowym Jorku). Australia, wraz ze Stanami Zjednoczonymi, zajęła się koprodukcją filmu. Budżet, jaki posłużył do nakręcenia obrazu, szacunkowo wynosił dziesięć milionów dolarów.
Projekt spotkał się z dystrybucją kinową praktycznie na całym świecie, będąc wydanym na rynku video jedynie w USA i Szwecji, rodzinnym kraju Dolpha Lundgrena. Pierwotnie miał być wyświetlany w amerykańskich kinach latem 1989 roku; na krótko przed okresem wakacyjnym studio New World Pictures zmontowało nawet kilka zwiastunów mających na celu promocję obrazu. Punisher został zaprezentowany także w trakcie imprezy filmowej Los Angeles Comic Book and Sci-fi Convention, lecz nigdy nie odnotował swojej premiery kinowej z powodu kłopotów finansowych New World Pictures i finalnie, w 1991, trafił na półki sklepów i wypożyczalni na kasetach VHS oraz LaserDiscach.
Na terenie Polski film nie spotkał się dotychczas z komercyjną dystrybucją, emitowany był za to przez stacje telewizyjne − Polsat i TV4.
Punisher zdobył klasyfikację „R” (osoby poniżej 17. roku życia mogą oglądać film jedynie z pełnoletnim opiekunem) z powodu krwawych sekwencji brutalnych morderstw oraz sceny tortur, którym poddawany jest bohater kreowany przez Lundgrena.

## Opinie
Choć film uznawany jest za kultowe kino akcji doby lat 80., otrzymał on głównie negatywne recenzje profesjonalnych krytyków. Internetowy portal Rotten Tomatoes przyznał projektowi Marka Goldblatta ocenę w postaci 24% (portal charakteryzuje się specyficznymi kryteriami w ocenie obrazów filmowych, wedle których wyższy procent oznacza lepszą/wyższą ocenę); opierała się ona na omówieniach siedemnastu krytyków współpracujących ze stroną. Skrajnie negatywnie na temat filmu wypowiedział się Christopher Null, współpracujący z portalem Filmcritic.com, który wycenił go na . Mimo generalnej krytyki filmowej fabuły i aktorstwa, magazyn Time Out docenił zarówno treść Punishera, jak i umiejętności członków obsady, a ogół filmu podsumował jako „wspaniałą zabawę”.

## Ścieżka dźwiękowa
Orkiestralna ścieżka dźwiękowa do filmu została skomponowana przez Dennisa Dreitha. Soundtrack nagrano w studio nagrań w siedzibie wytwórni Warner Bros. w Burbank w stanie Kalifornia. Albumu, na którym znalazły się także wywiady przeprowadzane z reżyserem filmu i kompozytorem, nie wydano jednak oficjalnie aż do roku 2005.
Album złożył się z trzydziestu jeden kompozycji muzycznych oraz ośmiu wywiadów.

### Lista utworów muzycznych/wywiadów
(Porządek chronologiczny.)
| - „Main Titles” (2:20) - „Follow Dino” (0:18) - „Welcome Home Dino” (1:14) - „Dino Bites the Dust” (0:26) - „Praying for a Flashback” (1:05) - „Perfectly Frank” (0:24) - „Harbor Shoot-Em-Up” (4:24) - „Punisher M.D.” (0:48) - „Tanaka Meets Franco” (1:13) - „Tanaka and the Punisher” (1:07) - „Suffer the Children” (1:25) - „Path to Tanaka” (0:34) - „Chopin” (1:12) | - „Party Pooping Punisher” (1:52) - „The Pier” (1:39) - „The Funhouse” (0:51) - „Funhouse Shootout” (2:34) - „Pretty Poison” (1:53) - „Harbor Aftermath” (1:41) - „The Mission” (1:03) - „Armored Car” (0:41) - „Choose Your Weapon” (0:56) - „Bulletproof Bus” (4:51) - „Mini Nightmare” (0:32) - „Class Dismissed” (2:21) - „Wake Up” (1:46) | - „Pain in the Neck (Tanaka's Last Stand)” (3:53) - „Goodbye Castle” (3:51) - „Punisher Signature” (0:36) - „End Title” (4:24) - „Planet of Love”, Harry Garfield and Simon Stokes (4:37) - Wywiad #1 (6:48) - Wywiad #2 (1:09) - Wywiad #3 (4:31) - Wywiad #4 (1:49) - Wywiad #5 (2:38) - Wywiad #6 (3:00) - Wywiad #7 (2:40) - Wywiad #8 (0:16) |

## Informacje dodatkowe
- Istnieją różnice pomiędzy komiksem a jego pierwszą filmową adaptacją. W filmie tytułowy bohater nie nosi kultowej koszulki z symbolem czaszki, znanej z komiksu. W komiksie żona Castle’a miała na imię Maria, a jego dzieci − Frank Jr. i Lisa, podczas gdy w filmie żona nosi imię Julie, a dzieci − dwie córki − Annie i Felice. Ponadto komiksowy Punisher był kapitanem U.S. Marines, a jego wersja filmowa jest byłym detektywem policyjnym.
- W latach 90. z fińskiej wersji filmu wycięto aż trzynaście minut materiału. Obróbka montażowa dotknęła sceny uznane za zbyt brutalne.
- Film zawiera wyraźny wątek sadomasochistyczny oraz odwołanie do fetyszu sthenolagnii. W scenie, w której Frank Castle jest torturowany przez jakuzę, Lady Tanaka w zauważalny sposób odczuwa przyjemność z zadawania cierpień bohaterowi, a także w niedwuznaczny sposób pieści jego muskularne ciało.
- Dolph Lundgren zafarbował włosy na ciemny brąz na rzecz swojej roli.